# Mauremys caspica
Mauremys caspica, la tortuga de rierol del Caspi oriental és una tortuga d'aigua de la família Geoemydidae. El seu nom es deu a la seva distribució en els països de l'oest i del sud del Caspi. Habita llacunes dolces o salabroses i en els rius, i suporten bé les aigües pol·luïdes. La distribució de les tortugues del Caspi va des de l'est d'Europa i parts d'Àsia, fins al sud de Rússia, entre el Caucas i la mar Càspia fins a l'est de Turquia i l'Iran. Durant molt temps la tortuga de rierol del Caspi occidental o de rierol dels Balcans (Mauremys rivulata) fou considerada com una subespècie de la tortuga de rierol del Caspi (Mauremys caspica). Ocupava tota la part occidental de l'antiga espècie, des del sud-est d'Europa i l'oest de Grècia fins a l'oest de Turquia, el Líban, Israel i Síria.

## Morfologia
Fa uns 20–25 cm de llargària total. La closca és més aixafada que la de la tortuga d'estany (Emys orbicularis). Posseeix les plaques axil·lar i inguinal patents. La coloració de l'adult és verd oliva, fosca i uniforme. En els exemplars joves la closca és de color terrós, amb les quilles ocre taronjat o vermelloses, i en el coll presenta unes bandes longitudinals groguenques característiques, les quals acostumen a romandre en l'adult. Les femelles acostumen a ésser lleugerament més grosses que els mascles.

## Ecologia
És exclusivament carnívora: petits invertebrats, insectes, cargols, amfibis, peixos, insectes aquàtics, i els seus ous, carronya, etc. A vegades també s'alimenten de vegetals com algues.
Sol hivernar en el fons dels rius, tot i que, essent, com és, de distribució més meridional que la tortuga d'estany, a les zones més càlides pot romandre activa durant l'hivern.
Durant l'època reproductora, entre juny i juliol, la còpula ocorre tant a l'aigua com a terra. La posta es compon de 5-9 ous blancs (20-30 x 35-40 mm)i els petits neixen al cap de 30 dies. Els mascles arriben a la maduresa sexual als 7 anys, més o menys com les femelles.